# لوجستيات حلف شمال الأطلسي في الحرب الأفغانية
أُنجزت العمليات اللوجستية من قبل قوات حلف شمال الأطلسي خلال حرب أفغانستان (2001-2021) تحت رعاية قوات المساعدة الدولية لإرساء الأمن في أفغانستان منذ عام 2001 حتى عام 2014، ومن ثم تحت رعاية مهمة الدعم الحازم منذ عام 2015 حتى عام 2021.
نظرًا إلى أن أفغانستان دولة غير ساحلية، فقد كان يتعين أن تمر الإمدادات عبر بلدان أخرى حتى تصل إلى أفغانستان، أو أن يتم إيصالها جوًا. كان تكلفة النقل الجوي مرتفعة بشكل باهظ مما جعل قوات حلف شمال الأطلسي تعتمد على الطرق البرية لنقل العتاد غير الفتاك. وقد أُنجز ذلك بشكل رئيسي إما بنقل البضائع بحرًا إلى ميناء كاراتشي الباكستاني في إقليم السند الجنوبي، أو بنقلها عبر روسيا ودول أخرى في آسيا الوسطى.

## الطرق الجوية
نُقلت جميع الذخائر جوًا، سواء كانت ذخائر أسلحة خفيفة أو قذائف مدفعية أو صواريخ. ومع ذلك، كان جهد إمدادات الجسر الجوي يبلغ عشر مرات جهد نقلها عبر باكستان. ومن أجل تخفيض التكاليف، كانت هذه البضائع تنقل بحرًا إلى الموانئ في الخليج العربي ومن ثم جوًا إلى أفغانستان. كان جهد الإمداد الجوي عند بداية الحرب ثالث أضخم جهد في التاريخ، بعد حصار برلين والجسر الجوي في عام 1990 في حرب الخليج.

## ممر باكستان
كان هناك ممرين من باكستان إلى أفغانستان (أُغلقا في شهر نوفمبر من عام 2011 في أعقاب هجوم الناتو في باكستان لعام 2011، وأعيد فتحهما في شهر يوليو من عام 2012). كلا الممرين كان يبدأ في كراتشي، الميناء الرئيسي في باكستان في إقليم السند جنوبًا، على بحر العرب. ومن هناك كان أحد الممرين يعبر ممر خيبر ويدخل أفغانستان في تورخام وينتهي في كابول، ليزود شمال أفغانستان بالإمدادات. كان طول هذا الممر يبلغ 1000 ميل تقريبًا. وكان الممر الآخر يمر عبر إقليم بلوشستان ويعبر الحدود عند تشامان وينتهي في قندهار في جنوب أفغانستان. 
استخدم حلف شمال الأطلسي هذه الممرات لنقل الوقود والإمدادات، ولكن ليس لنقل الأسلحة. كانت ممرات أفغانستان، حتى إغلاقها، تقدم معظم الوقود لجهود حلف شمال الأطلسي في أفغانستان. في عام 2007، كان الجيش يحرق 575 ألف غالون من الوقود يوميًا، وكان 80% من هذا الوقود يأتي من مصاف باكستانية. كانت سعة تخزين الوقود للقوات المتمركزة في باغرام والقواعد الجوية في كابول أقل من 3 مليون غالون، الأمر الذي جعل جهود الناتو تعتمد إلى حد كبير على خطوط الإمداد الباكستانية. بدأ حلف شمال الأطلسي بالعمل على التقليل من هذا الاعتماد ببناء 3 مليون غالون إضافي من مساحة التخزين في قاعدة باغرام الجوية في خريف عام 2007. في عام 2010، ونتيجة لتدهور شهدته العلاقات الأمريكية الباكستانية، كثف الجيش الأمريكي هذه الجهود بتخزينه للإمدادات وزيادته لمساحة التخزين.

### حوادث
منذ بداية ممرات الإمداد الباكستانية، ثبت أنه لا يمكن التعويل عليها وكانت عرضة لهجوم قوات طالبان.
في حادثة تعود إلى عام 2008، دُمرت 42 ناقلة نفط، وفي وقت لاحق من ذلك العام هاجم 300 مُسلح منشأة في بيشاور تديرها شركة "بورت وورلد لوجيستيكس" وأشعلوا النيران في 96 شاحنة إمداد و6 حاويات.

#### إيقاف عام 2010
في عام 2010، أوقفت باكستان إمدادات حلف شمال الأطلسي إلى أفغانستان لمدة أسبوع واحد حين قتلت حوامات حلف شمال الأطلسي جنديين باكستانيين داخل الحدود الباكستانية.

#### إيقاف عام 2011
تكررت الحادثة على الحدود الأفغانية الباكستانية في 26 نوفمبر من عام 2011، وقُتل فيها 24 جنديًا باكستانيًا. أغلقت باكستان كلا الممرين وبقيا مغلقين حتى شهر يوليو من عام 2012. إلا أن العميد في الجيش الألماني كارستن جاكوبسون ذكر بعد مدة قصيرة أن التحالف كان يملك ما يكفي من مخزون الإمدادات لكي تستمر العمليات حتى إشعار آخر على الرغم من إغلاق ممر الإمدادات. بعد إغلاق الممر، حول حلف شمال الأطلسي تركيزه إلى شبكة التوزيع الشمالية، وبحلول شهر فبراير من عام 2012 نُقل 85% من إمدادات الوقود عبر الممرات الشمالية.
في مطلع العام 2012، تحقق تقدم باتجاه إعادة فتح الممرات، إذ سمحت باكستان باستخدام مجالها الجوي لنقل مواد غذائية قابلة للتلف. وبعد إعادة النظر في العلاقات الأمريكية الباكستانية ورسم للخطوط العريضة التي كان ثمة حاجة إليها لإصلاح العلاقات الثنائية بين كلا البلدين، رفض البرلمان الباكستاني قرار الحكومة إعادة فتح خطوط إمداد حلف شمال الأطلسي في شهر أبريل من عام 2012. ونظرًا إلى اقتراب الانتخابات العامة في باكستان التي تزامنت مع مشاعر مناهضة للأمريكيين امتدت في كافة أرجاء البلاد، كانت الحكومة الباكستانية مترددة حيال إعادة فتح الخطوط وأجّلت قرارها إلى أن تستجيب الولايات المتحدة الأمريكية بشكل إيجابي للمطالب الباكستانية التي طرحت في التوصيات البرلمانية، مثل تقدم الولايات المتحدة باعتذار عن الهجوم الذي نفذه حلف شمال الأطلسي في شهر نوفمبر من عام 2011 على نقاط تفتيش باكستانية، وتسليم الضالعين في ذلك الهجوم للقضاء وإيقاف الضربات الجوية التي تنفذها طائرات أمريكية دون طيار. فشلت المحادثات بين الولايات المتحدة وباكستان في شهر أبريل من عام 2012 بعد عدم تلقي باكستان اعتذارًا غير مشروط من الولايات المتحدة عن هجوم جوي على نقاط تفتيش باكستانية على طول الحدود الباكستانية الأفغانية. رفض البيت الأبيض التقدم باعتذار بعد الهجمات التي شنتها طالبان في كابول ومدن أخرى في أفغانستان في 15 أبريل 2012 والتي جاءت، وفقًا للجيش الأمريكي ومسؤولي الاستخبارات الأمريكية، بتوجيهات من شبكة حقاني، وهي جماعة تعمل من قاعدة في وزيرستان الشمالية في الحزام القبلي الباكستاني. تحدث مسؤولون باكستانيون أنه ليس باستطاعتهم فتح ممرات إمداد حلف شمال الأطلسي في أفغانستان دون اعتذار. قررت باكستان إعادة فتح خطوط الإمداد بعد أن تقدمت وزارة الخارجية الأمريكية في 3 يوليو 2012 باعتذار عن هجوم الناتو في باكستان لعام 2011. في 31 يوليو من عام 2012 وُقعت اتفاقية بين مسؤولين باكستانيين وأمريكيين أتاحت لقوافل الإمداد التابعة لحلف شمال الأطلسي العبور إلى أفغانستان عبر باكستان حتى نهاية عام 2015، بعد انقضاء عام على المدة النهائية لانسحاب القوات الحربية الأمريكية.

## شبكة التوزيع الشمالية
تقع أفغانستان أيضًا على حدود تركمانستان وأوزبكستان وطاجكستان، الأمر الذي أتاح وجود ممرات إمداد بديلة، سُميت شبكة التوزيع الشمالية، لنقل الإمدادات إلى أفغانستان عبر هذه الدول. إلا أن هذه الممرات كانت أطول وأعلى تكلفة من الممرات عبر باكستان.

### الممرات
تضم شبكة التوزيع الشمالية عدة ممرات مختلفة. كان الممر الأكثر استخدامًا، بالرغم من كونه واحدًا من أطول الممرات، يبدأ عند ميناء ريغا، لاتفيا على بحر البلطيق ويمتد ل3,212 ميلًا (5,169) إلى روسيا عبر القطارات جنوبًا، مستخدمًا سككًا حديدية بنتها روسيا في الثمانينيات من القرن العشرين للحرب الأفغانية السوفييتية. ومن ثم كانت الإمدادات تمر عبر كازاخستان وأوزبكستان قبل وصولها إلى الحدود الشمالية لأفغانستان عند تيرمز. ومن أجل الوصول إلى جنوب البلاد، كان يتعين أن تُحمّل الإمدادات في شاحنات وأن تُنقل عبر هندوكوش الجبلية عبر نفق سالانغ. يبلغ طول نفق سالانغ، الذي يشكل نقطة الاتصال الرئيسية بين أفغانستان الشمالية والجنوبية، 1.5 ميلًا ويقع على ارتفاع 11,100 قدم. والطريق هذا عرضة لانهيارات ثلجية وشديد الخطورة.
كان ثمة ممر آخر يقع بشكل أكبر نحو الجنوب يبدأ في بوتي، جورجيا على البحر الأسود ويمتد حتى باكو، أذربيجان حيث كانت البضائع تُنقل في سفن عبر بحر قزوين. كانت الإمدادات تنزل في تركمانستان ومن ثم تنقل عبر سكك حديد عبر باكستان قبل أن تصل إلى الحدود الأفغانية. في عام 2010، كان هذا الممر يحمل ثلث حركة نقل شبكة التوزيع الشمالية. وفي إحدى الفترات كان ما يزيد عن ثلث مجموع العتاد غير الفتاك، بما في ذلك الوقود والملابس والأغذية المستخدمة من قبل وزارة الدفاع الأمريكية في أفغانستان، ينقل عبر باكو.
وكان ثمة ممر ثالث، أنشئ بهدف تجنب المرور بأوزبكستان التي غالبًا ما كانت بلدًا متقلبًا، يمتد من كازاخستان إلى قيرغيزستان ومن ثم عبر طاجكستان قبل أن يصل إلى تيرمز.

### التاريخ
أنشئت شبكة التوزيع الشمالية في عام 2009 ردًا على الخطر المتزايد الذي ترتب عن إرسال الإمدادات عبر باكستان. مُنح الإذن الأولي للولايات المتحدة في نقل إمداداتها العسكرية عبر الإقليم في 20 يناير من عام 2009، بعد زيارة إلى الإقليم قام بها الجنرال بيترايوس. غادرت أول حمولة على طول شبكة التوزيع الشمالية في 20 فبراير من عام 2009. وبحلول عام 2011، كانت شبكة التوزيع الشمالية تشرف على نحو 40% من حركة النقل المتعلقة بأفغانستان، مقارنة بـ 30% التي كانت تمر عبر باكستان.